# Пак Сан Ін
Пак Сан Ін (кор. 박상인, нар. 16 листопада 1952, Чханньон) — південнокорейський футболіст, що грав на позиції півзахисника. По завершенні ігрової кар'єри — тренер.
Виступав, зокрема, за клуби «Дуйсбург» та «Алілуя», а також національну збірну Південної Кореї.

## Клубна кар'єра
Виступав за футбольну команду Комерційного банку, а у 1973—1975 роках проходив військову службу, виступаючи за футбольну команду Сухопутних військ Республіки Корея.
У 1981 році він пройшов перегляд у нідерландському «Феєнорді», отримавши позитивну відповідь від клубу. Однак контракт не був підписаний через проблеми з профспілкою. Натомість у липні 1981 року Пак підписав контракт на 1 рік із західнонімецьким клубом «Дуйсбург». Він дебютував у Бундеслізі у матчі 1 туре проти «Карлсруе», коли вийшов на заміну замість Гвідо Шесні після перерви. У матчі 3 туру проти «Кайзерслаутерна» він знову вийшов на поле, після чого отримав травму і більше за клуб не грав, покинувши його по завершенні угоди.
Натомість Пак повернувся до Південної Кореї і з 1983 року три сезони захищав кольори клубу «Алілуя». Більшість часу, проведеного у складі «Алілуя», був основним гравцем команди. Завершив ігрову кар'єру у команді «Хьонде Хорані», за яку виступав протягом 1986—1987 років.

## Виступи за збірну
1975 року дебютував в офіційних матчах у складі національної збірної Південної Кореї. У складі збірної виграв Азійські ігри 1978 року.

## Кар'єра тренера
Після завершення ігрової кар'єри Пак Сан Ін був призначений головним тренером футбольної команди його рідної Середньої школи Донне, де працював з 1988 по 2001 рік. Паралельно, у 1992–1993 роках, він керував молодіжною збірною Південної Кореї (U-20), з якою брав участь у молодіжному чемпіонаті світу 1993 року. Його команда на турнірі не зазнала жодної поразки, але з трьома нічиїми не змогла вийти з групи.
На початку 2006 року Пак очолив новостворену команду Пусанської транспортної корпорації, що грала у другому та третьому дивізіоні країни, де працював до кінця 2016 року.
2009 року керував резервною збірною Південної Кореї на Східноазійських іграх у Гонконзі, здобувши бронзові нагороди.

## Титули і досягнення
- Переможець Азійських ігор: 1978